# Leis da biologia

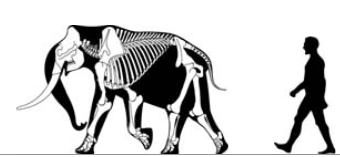
O Mamute pigmeu é um exemplo de nanismo insular, um caso de Lei de Foster, quando o corpo se torna menor do que o normal como uma adaptação aos recursos limitados de uma ilha.

Uma regra biológica ou lei biológica é uma lei, princípio ou regra geral generalizada formulada para descrever padrões observados em organismos vivos. Regras e leis biológicas são frequentemente desenvolvidas como formas sucintas e amplamente aplicáveis para explicar fenômenos complexos ou observações importantes sobre a distribuição ecológica e biogeográfica de espécies vegetais e animais em todo o mundo, embora tenham sido propostas ou estendidas a todos os tipos de organismos. Muitas dessas regularidades de ecologia e biogeografia são nomeadas em homenagem aos biólogos que os descreveram pela primeira vez.
Desde o nascimento de sua ciência, os biólogos tentaram explicar aparentes regularidades nos dados observacionais. Em sua biologia, Aristóteles deduziu regras que governam as diferenças entre os tetrápodes vivos (em termos modernos, mamíferos placentários terrestres). Entre suas regras, o tamanho da ninhada diminui com a massa corporal adulta, enquanto o tempo de vida aumenta com o período de gestação e com a massa corporal, e a fecundidade diminui com o tempo de vida. Assim, por exemplo, os elefantes têm ninhadas menores e menos que os ratos, mas vida útil e gestação mais longas. Regras como essas organizaram concisamente a soma de conhecimentos obtidos pelas primeiras medições científicas do mundo natural e poderiam ser usadas como modelos para prever observações futuras. Entre as primeiras regras biológicas dos tempos modernos estão as de Karl Ernst von Baer (a partir de 1828) sobre desenvolvimento embrionário e de Constantin Wilhelm Lambert Gloger sobre pigmentação animal, em 1833. Existe algum ceticismo entre os biogeógrafos sobre a utilidade das regras gerais. Por exemplo, J.C. Briggs, em seu livro de 1987 Biogeography and Plate Tectonics, comenta que, embora as regras de Willi Hennig sobre cladística "tenham sido geralmente úteis", sua regra de progressão é "suspeita".

## Lista de Regras biológicas

A regra de Bergmann afirma que a massa corporal aumenta com o clima mais frio, como aqui com os alces suecos.

- Regra de Allen: Afirma que as formas e proporções do corpo dos endotérmicos variam de acordo com a temperatura climática, minimizando a área de superfície exposta para minimizar a perda de calor em climas frios ou maximizando a área de superfície exposta para maximizar a perda de calor em climas quentes. É nomeada em homenagem a Joel Asaph Allen, que a descreveu em 1877.[8][9]
- Regra de Bateson: Afirma que pernas extras são simétricas aos seus vizinhos, como quando uma perna extra aparece no encaixe de um inseto. É nomeado após o geneticista pioneiro William Bateson, que o observou em 1894. Parece ser causado pelo vazamento de sinais posicionais na interface membro-membro, de modo que a polaridade do membro extra seja revertida.[10]
- Regra de Bergmann: Afirma que, dentro de um clado taxonômico amplamente distribuído, populações e espécies de tamanho maior são encontradas em ambientes mais frios, e espécies de tamanho menor são encontradas em regiões mais quentes. Aplica-se com exceções a muitos mamíferos e aves. Foi nomeado após Carl Bergmann, que o descreveu em 1847.[11][12][13][14][15]
- Regra de Cope: A regra de Cope afirma que as linhagens da população animal tendem a aumentar no tamanho do corpo ao longo do tempo evolutivo. A regra é nomeada para o paleontólogo Edward Drinker Cope.[16][17]

A lei da irreversibilidade de Dollo afirma que, uma vez que um organismo tenha evoluído de uma certa maneira, ele não retornará exatamente a uma forma anterior.

- Gigantismo do fundo do mar: Observado em 1880 por Henry Nottidge Moseley,[18] afirma que os animais do fundo do mar são maiores do que seus equivalentes em águas rasas. No caso dos crustáceos marinhos, foi proposto que o aumento de tamanho com profundidade ocorra pela mesma razão que o aumento de tamanho com latitude (regra de Bergmann): ambas as tendências envolvem aumento de tamanho com a diminuição da temperatura.[19]A lei da irreversibilidade de Dollo afirma que, uma vez que um organismo tenha evoluído de uma certa maneira, ele não retornará exatamente a uma forma anterior.
- lei da irreversibilidade de Dollo: Proposta em 1893[20] pelo paleontólogo belga nascido na França Louis Dollo, afirma que "um organismo nunca retorna exatamente a um estado anterior, mesmo que se encontre colocado em condições de existência idênticas àquelas em que havia vivido anteriormente... mantém sempre alguns vestígios dos estágios intermediários pelos quais passou".[21][22][23]
- Regra de Eichler: Afirma que a diversidade taxonômica dos parasitas co-varia com a diversidade de seus hospedeiros. Foi observado em 1942 por Wolfdietrich Eichler e recebeu o nome dele.[24][25][26]A regra de Emery afirma que os parasitas sociais de insetos, como os zangões do cuco, escolhem hospedeiros intimamente relacionados, neste caso, outros zangões

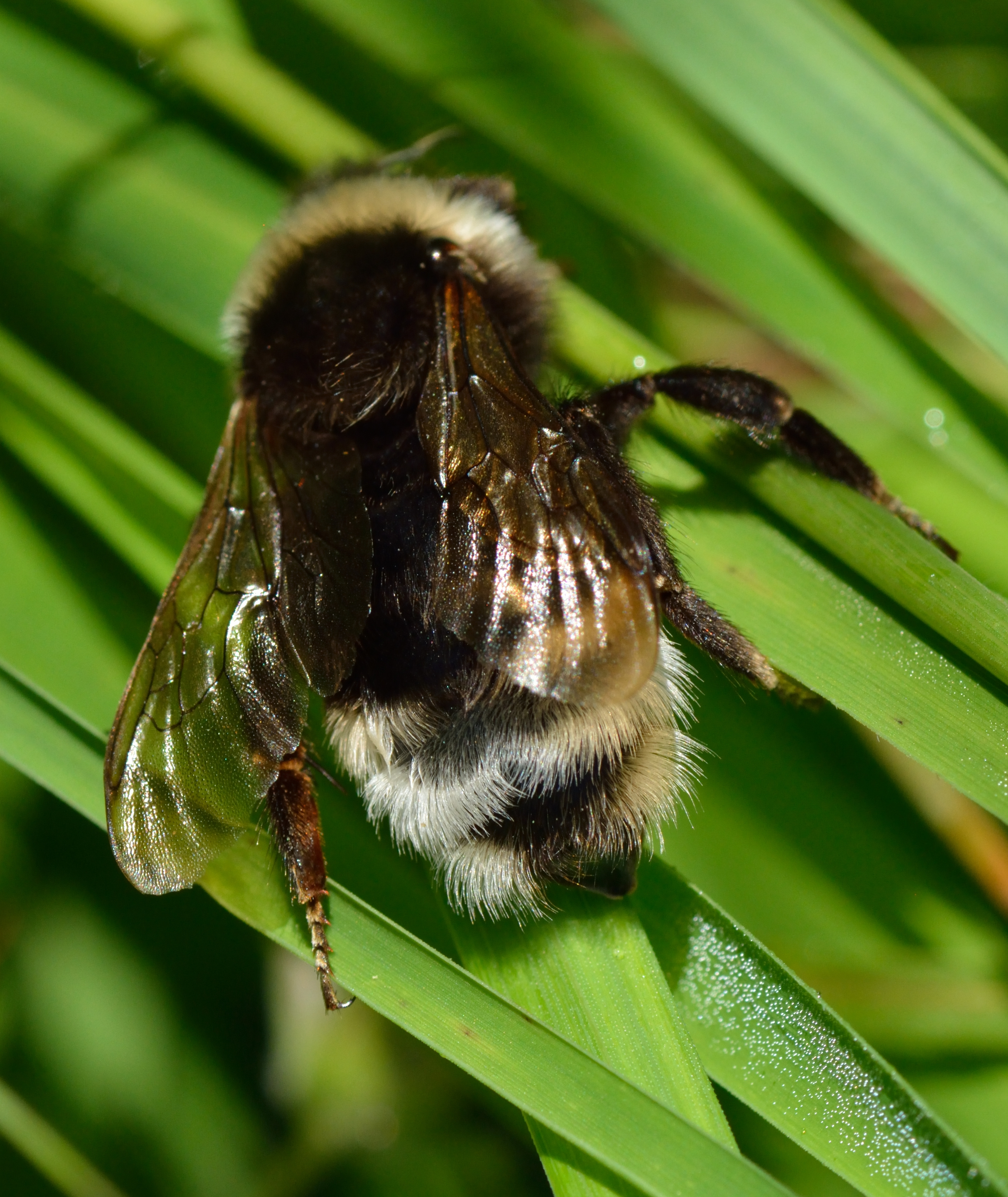
A regra de Emery afirma que os parasitas sociais de insetos, como os zangões do cuco, escolhem hospedeiros intimamente relacionados, neste caso, outros zangões

- Regra de Emery: Observada por Carlo Emery, afirma que os parasitas sociais de insetos costumam estar intimamente relacionados aos seus hospedeiros, como pertencer ao mesmo gênero.[27][28]
- Regra de Foster: A regra de Foster, a regra da ilha ou o efeito da ilha afirma que os membros de uma espécie ficam menores ou maiores dependendo dos recursos disponíveis no ambiente.[29][30][31] A regra foi declarada pela primeira vez por J. Bristol Foster em 1964 na revista Nature, em um artigo intitulado "A evolução dos mamíferos nas ilhas".[32]
- lei de Gause: Ou também o princípio de exclusão competitiva, como nomeado por Georgy Gause, afirma que duas espécies competindo pelo mesmo recurso não podem coexistir com números populacionais constantes. A competição leva à extinção do concorrente mais fraco ou a uma mudança evolutiva ou comportamental em direção a um nicho ecológico diferente.[33]
- Regra de Gloger: Afirma que dentro de uma espécie de endotérmicos, formas mais fortemente pigmentadas tendem a ser encontradas em ambientes mais úmidos, por exemplo perto do equador. Foi nomeado após o zoólogo Constantin Wilhelm Lambert Gloger, a descrever em 1833.[5][34]
- Regra de Haldane: Afirma que, se em uma espécie híbrida de apenas um sexo é estéril, esse sexo geralmente é o sexo heterogamético. O sexo heterogamético é aquele com dois cromossomos sexuais diferentes; em mamíferos, este é o macho, com cromossomos XY. É nomeado após J.B.S. Haldane a descrever.[35]
- Regra de Hamilton: Afirma que os genes devem aumentar em frequência quando a relação de um destinatário com um ator, multiplicada pelo benefício para o ator, exceder o custo reprodutivo para o ator. Esta é uma previsão da teoria da seleção de parentesco formulada por W. D. Hamilton.[36]
- Regra de Harrison: Afirma que os tamanhos dos corpos dos parasitas co-variam com os de seus hospedeiros. Ele propôs a regra para os piolhos,[37] mas autores posteriores mostraram que ela funciona igualmente bem para muitos outros grupos de parasitas, incluindo cracas, nematóides,[38][39] pulgas, moscas, ácaros e carrapatos, e para o análogo caso de pequenos herbívoros em plantas grandes.[40][41][42]
- Regra de progressão de Hennig: Afirma que, ao considerar um grupo de espécies em cladística, as espécies com os caracteres mais primitivos são encontradas na parte mais antiga da área, que será o centro de origem desse grupo. É nomeado por Willi Hennig, que criou a regra.[6][43]
- Regra de Jordan: Afirma que existe uma relação inversa entre a temperatura da água e características merísticas, como o número de raios nas barbatanas, vértebras ou números de escala, que aumentam com a diminuição da temperatura. É nomeado por causa do pai da ictiologia americana, David Starr Jordan.[44]O princípio de Lack corresponde ao tamanho da prole com o maior número de jovens que os pais podem alimentar

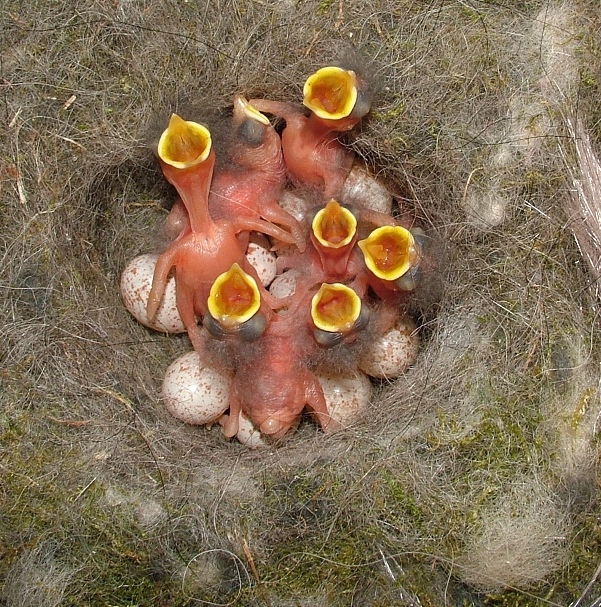
O princípio de Lack corresponde ao tamanho da prole com o maior número de jovens que os pais podem alimentar

- Princípio de Lack: Proposto por David Lack, afirma que "o tamanho da ninhada de cada espécie de ave foi adaptado pela seleção natural para corresponder ao maior número de filhotes para os quais os pais podem, em média, fornecer comida suficiente".[45]
- Regra de Rapoport: Afirma que as faixas latitudinais de plantas e animais são geralmente menores em latitudes mais baixas do que em latitudes mais altas. Foi nomeado por causa de Eduardo H. Rapoport por G. C. Stevens em 1989.[46]
- Regra de Rensch: Afirma que, entre as espécies animais de uma linhagem, o dimorfismo do tamanho sexual aumenta com o tamanho do corpo quando o sexo masculino é maior e diminui à medida que o tamanho do corpo aumenta quando a fêmea é maior. A regra se aplica a primatas, pinípedes (focas) e ungulados uniformes (como gado e veado).[47] É nomeado por causa de Bernhard Rensch, que o propôs em 1950.[48]
- Lei de Schmalhausen:Em homenagem a Ivan Schmalhausen, afirma que uma população no limite extremo de sua tolerância em qualquer aspecto é mais vulnerável a pequenas diferenças em qualquer outro aspecto. Portanto, a variação dos dados não é apenas um ruído que interfere na detecção dos chamados "efeitos principais", mas também um indicador de condições estressantes que levam a uma maior vulnerabilidade.[49]
- Regra de Thorson: Afirma que os invertebrados marinhos bentônicos em baixas latitudes tendem a produzir um grande número de ovos que se desenvolvem em larvas pelágicas (geralmente planktotróficas [alimentação por plâncton]) e amplamente dispersantes, enquanto que em altas latitudes esses organismos tendem a produzir menos e maiores ovos lecitotróficos (alimentados pela gema), e filhotes maiores, geralmente por viviparidade ou ovoviviparidade, que geralmente são chocados.[50] Foi nomeado por causa de Gunnar Thorson por S. A. Mileikovsky em 1971.[51]A lei de Williston afirma que em linhagens como os artrópodes, os membros tendem a se tornar cada em menor quantidade e mais especializados, como mostra o lagostim (à direita), enquanto os trilobitas mais basais tinham muitas pernas semelhantes.
- Lei de Van Valen: Afirma que a probabilidade de extinção de espécies e táxons mais altos (como famílias e ordens) é constante para cada grupo ao longo do tempo; os grupos não crescem mais resistentes nem mais vulneráveis à extinção, por mais antiga que seja sua linhagem. É nomeado por causa do biólogo evolutivo Leigh Van Valen.[52]
- Lei de von Baer: Descobertas por Karl Ernst von Baer, afirmam que os embriões começam de uma forma comum e se desenvolvem em formas cada vez mais especializadas, de modo que a diversificação da forma embrionária reflete a árvore taxonômica e filogenética. Portanto, todos os animais em um filo compartilham um embrião inicial semelhante; animais de taxa menor (classes, ordens, famílias, gêneros, espécies) compartilham estágios embrionários posteriores. Isso contrastava fortemente com a teoria da recapitulação de Johann Friedrich Meckel (e mais tarde de Ernst Haeckel), que afirmava que os embriões passavam por estágios que se assemelham a organismos adultos de estágios sucessivos da scala naturae, dos níveis supostamente mais baixos para os mais altos de organização.[53][54][4]
- Lei de Williston: Notada pela primeira vez por Samuel Wendell Williston, afirma que partes de um organismo tendem a se reduzir em número e a se especializar em funções. Ele estudou a dentição de vertebrados e observou que onde os animais antigos tinham bocas com diferentes tipos de dentes, os carnívoros modernos tinham incisivos e caninos especializados para rasgar e cortar carne, enquanto os herbívoros modernos tinham grandes molares especializados para moer materiais vegetais difíceis.[55]